# Pleuroprion frigidum
Pleuroprion frigidum är en kräftdjursart som beskrevs av Hansen 1916. Pleuroprion frigidum ingår i släktet Pleuroprion och familjen Antarcturidae. Inga underarter finns listade i Catalogue of Life.